# Улица Николая Старостина
Улица Никола́я Ста́ростина — улица, расположенная в Восточном административном округе города Москвы на территории районов Новокосино и Косино-Ухтомский.

## История
Современное название улица получила 25 июня 1996 года, до этого она была Проектируемым проездом № 330. Названа в честь советского футболиста и хоккеиста Н. П. Старостина.

## Расположение
Улица Николая Старостина расположена за Московский кольцевой автодорогой на границе районов Новокосино и Косино-Ухтомский. Слева ограничена улицами Суздальская и Большая Косинская, справа Салтыковской. В центре пересекается с Новокосинской улицей.
По адресу ул. Николая Старостина, 8 находится ЛДС «Новокосинский», а рядом бассейн «Косино». Также на улице расположена Церковь Святой Троицы.

## Транспорт
Улица образует транспортную развязку на Московской кольцевой автодороге.
На ней есть три остановочных пункта — «Николая Старостина д. 5», «Николая Старостина» и «3-й микрорайон Новокосина». Последний является конечным для ряда автобусных маршрутов: 21, 613, 885, 974. По улице на всём протяжении проходят автобусные маршруты 613 и 885, частично — 14, 21, 79, 502, 940к, 1138, 1149, 1225. Также частично проходит маршрут электробуса т75.

### Метро
- Станция метро «Новокосино» Калининской линии — в 2 км на северо-восток.

### Железнодорожный транспорт
- Станция «Реутово» Горьковского направления МЖД — в 2,8 км на север.